# Santo Stefano di Magra
Santo Stefano di Magra (San Steva in ligure, Sa' Steu in dialetto della Lunigiana) è un comune italiano di 10 089 abitanti della provincia della Spezia in Liguria.

## Geografia fisica

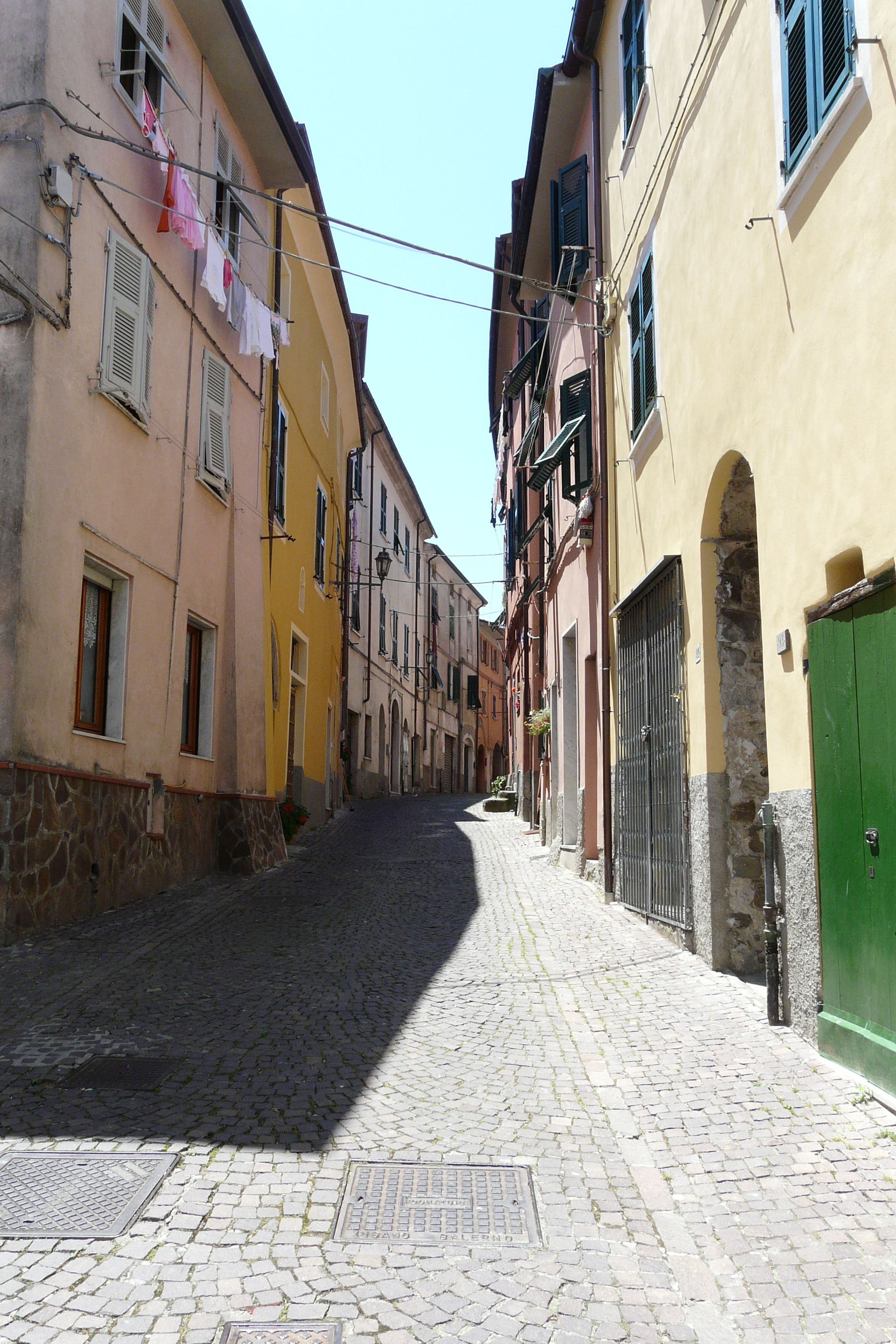
Scorcio del centro storico di Santo Stefano

Santo Stefano di Magra è situato nella porzione di territorio spezzino in cui il fiume Vara confluisce nel fiume Magra. Il territorio tuttavia si espande anche sulle colline circostanti, fino alla frazione di Ponzano Superiore.
La particolare posizione lo rende centro nevralgico di comunicazione con la Lunigiana toscana e punto di contatto tra la provincia della Spezia e la provincia di Massa-Carrara, nonché naturale diramazione delle vie di comunicazione che si dirigono verso la provincia di Parma.
Il comune fa parte del Parco naturale regionale di Montemarcello-Magra-Vara.

## Storia
Le prime testimonianze storiche sono databili al X secolo, in particolar modo al 981 dove il borgo di Santo Stefano venne ricordato quale importante sede di mercato (mercatum in plebe Sancti Stephani), nel diploma imperiale di Ottone II di Sassonia, lungo la via Francigena cioè la "strada dei pellegrini" diretti a Roma.
Assoggettato ai vescovi-conti di Luni, il borgo fu luogo di sosta sulla via Francigena di importanti autorità religiose, dirette o provenienti dalla città capitolina, tra i quali l'arcivescovo Sigerico di Canterbury che intorno al 990 redasse un diario del suo viaggio, l'abate islandese Nikulas di Munkaþverá nel 1151 circa che descrisse il suo viaggio dall'Islanda a Roma, o l'abate di Guny tra il 1145 e il 1153. La stessa pieve, intitolata al santo Stefano protomartire, è citata in uno scritto del 1154 di papa Anastasio IV.

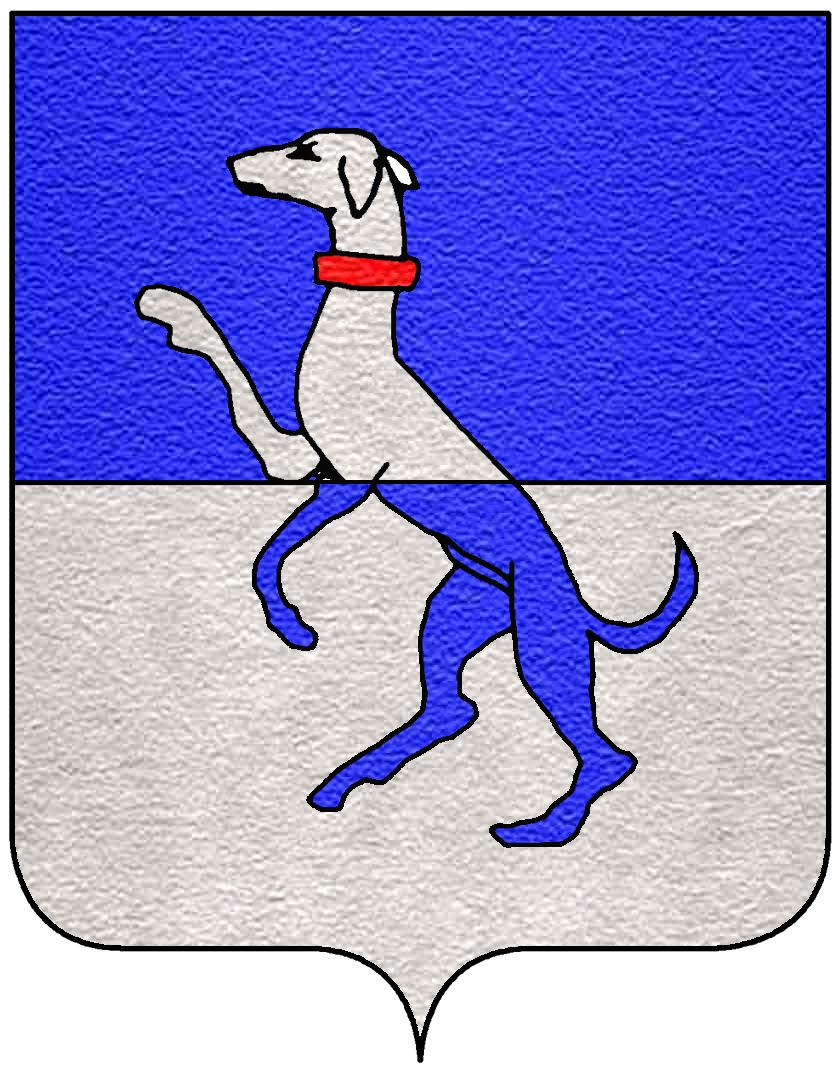
Castracani degli Antelminelli

L'importanza del suo mercato e delle attività connesse sono altresì ricordate in un diploma del 1185 da Federico Barbarossa (burgum Sancti Stefani cum mercato banno iustitia et piscatione). Tuttavia, l'esistenza effettiva e documentata di una comunità santostefanese è datata solamente al 1202 quando, il 12 maggio, rappresentanti del popolo, assieme al Vescovo e ai Malaspina, si riunirono per un comune giuramento di pace tra le parti.
Al 1203 sono documentate le designazioni di aree concesse agli abitanti e la costruzione di nuovi castelli, sempre per amministrazione vescovile, mentre dal 1204, con il trasferimento della sede vescovile da Luni a Sarzana, con bolla di papa Innocenzo III, Santo Stefano assistette alla sempre maggiore crescita espansiva ed economica della vicina città sarzanese.

Fregoso

Assoggettata politicamente (pur conservandone autonomi privilegi) ed economicamente a Sarzana, il borgo di Santo Stefano ne seguì le sorti e le vicende politiche soprattutto dopo la pace di Castelnuovo del 1306 tra i Malaspina e i vescovi-conti di Luni. Come Sarzana giurò fedeltà a Castruccio Castracani, signore di Lucca, nel 1314.
Per la sua favorevole posizione geografica e commerciale tra il XIV e XV secolo fu terra di conquista, tra cui quella portata a termine dai Visconti nel periodo che va dal 1344 al 1402.

Repubblica di Genova

Dominato dal 1421 dalla genovese famiglia dei Fregoso , passò al Banco di San Giorgio dal 1484 e quindi più propriamente alla Repubblica di Genova dal 1562. I Genovesi ne colsero notevoli vantaggi commerciali ed economici, talvolta a discapito degli stessi abitanti santostefanesi, salvo poi stabilizzarsi ed equilibrarsi nei benefici concessi da Genova dalla seconda metà del XVII secolo.
Caduta la Repubblica genovese, con la nuova dominazione francese di Napoleone Bonaparte Santo Stefano rientrò dal 2 dicembre 1797 nel Dipartimento del Golfo di Venere, con capoluogo La Spezia, all'interno della Repubblica Ligure. Dal 28 aprile del 1798 con i nuovi ordinamenti francesi, Santo Stefano rientrò nel I cantone, capoluogo Sarzana, della Giurisdizione di Lunigiana. Dal 1803 fu centro principale del I cantone della Lunigiana nella Giurisdizione del Golfo di Venere. Annesso al Primo Impero francese, dal 13 giugno 1805 al 1814 venne inserito nel Dipartimento degli Appennini.
Alla fine della dominazione napoleonica, nel 1815 fu inglobato nella provincia di Levante del Regno di Sardegna, così come stabilì il Congresso di Vienna del 1814, e successivamente nel Regno d'Italia dal 1861. 

Dal 1859 al 1927 il territorio fu compreso nel V mandamento di Sarzana del circondario di Levante, facente parte della provincia di Genova prima e, con l'istituzione nel 1923, della provincia della Spezia poi. Nel 1863 assunse l'odierna denominazione di Santo Stefano di Magra.
Nel decennio 1880-1890 si assistette ad un aumento significativo della popolazione locale, ma anche nell'immediato circondario spezzino, legato soprattutto ai benefici lavorativi creati dalla costruzione della ferrovia La Spezia-Parma (la "Pontremolese", che proprio nel territorio santostefanese si univa alla linea costiera Sarzana-Pisa) o dal costruendo arsenale militare alla Spezia o ancora dal canale Lunense. 

Un ulteriore sviluppo, soprattutto urbanistico e industriale, accrebbe ancora negli anni trenta del Novecento con la bonifica e recupero di quelle zone acquitrinose ancora esistenti.
Durante la seconda guerra mondiale subì pesanti bombardamenti dell'aviazione inglese (1º novembre 1943, 30 aprile 1944 e 6 agosto 1944) e la deportazione nei lager nazisti di ben trentotto persone, sette delle quali vi trovarono la morte.

### Simboli
Lo stemma è stato concesso con il regio decreto del 2 ottobre 1930.
Il gonfalone è un drappo di giallo.

## Monumenti e luoghi d'interesse

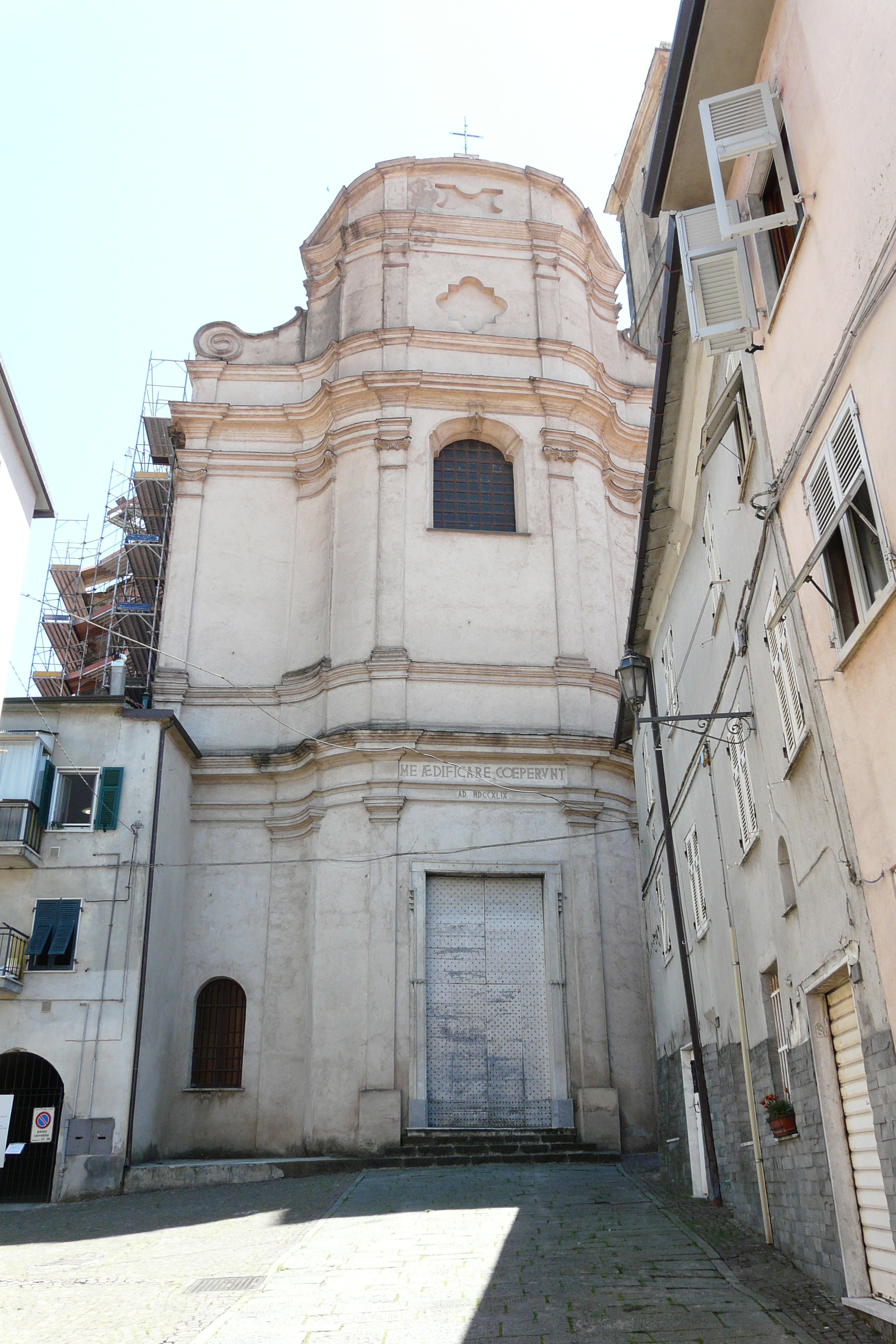
La chiesa parrocchiale di Santo Stefano Protomartire

### Architetture religiose
- Chiesa parrocchiale di Santo Stefano Protomartire nel centro storico di Santo Stefano, edificata nel corso del XVIII secolo[8] su un'antica pieve preesistente del XIV secolo[8]. La nuova parrocchiale fu progettata dal genovese Ferdinando d'Andrea e fu aperta al culto religioso nel 1764[13].
- Oratorio di San Leonardo nel centro storico di Santo Stefano.
- Chiesa di San Carlo Borromeo nella frazione di Ponzano Belaso. Costruita nel 1941[13] su progetto del genovese Luigi Ferrari ed inaugurata il 24 maggio del 1950[13], è formata da un'ampia navata e un'abside semicircolare e decorazioni a mosaico in ceramica.
- Santuario di Nostra Signora delle Grazie-chiesa parrocchiale di San Bartolomeo apostolo nella frazione di Ponzano Magra. La sua edificazione avvenne dopo l'apparizione mariana al ragazzo Giovanni Battistini avvenuta, secondo la tradizione, sul poggio dei Castiglioni il 10 luglio del 1647[14]. La costruzione del santuario prese avvio il 24 agosto 1648, con la benedizione da parte del vescovo della prima pietra. All'interno è conservata ed esposta una Madonna con il Bambino di Domenico Beccafumi.
- Chiesa parrocchiale di San Michele Arcangelo nella frazione di Ponzano Superiore. Già alle dipendenze della parrocchiale di Santo Stefano di Magra[13], è menzionata per la prima volta in documenti del XIII secolo[13]. L'edificio religioso verrà consacrato nel 1528[13].

### Architetture civili
- Palazzo Remedi Sopranis  a Ponzano Superiore.[15] Pregevole edificio privato nel cuore del centro antico di Ponzano Superiore, caratterizzato da una piccola ma equilibrata corte interna e con la facciata principale quinta di fondo di piazza dell'Immacolata (o piazza colonna) che apre il nucleo abitato alla piana del Magra con Luni e gli ambiti dell'estuario del fiume, ma anche a scorci del mare del golfo spezzino e alla Versilia.
- Villa Pratola. Edificio privato di equilibrate forme barocche, inserito nel tessuto agrario di proprietà della famiglia dei marchesi Remedi, recentemente restaurato, posto in prossimità della strada statale 62 della Cisa a Ponzano Magra.

## Società

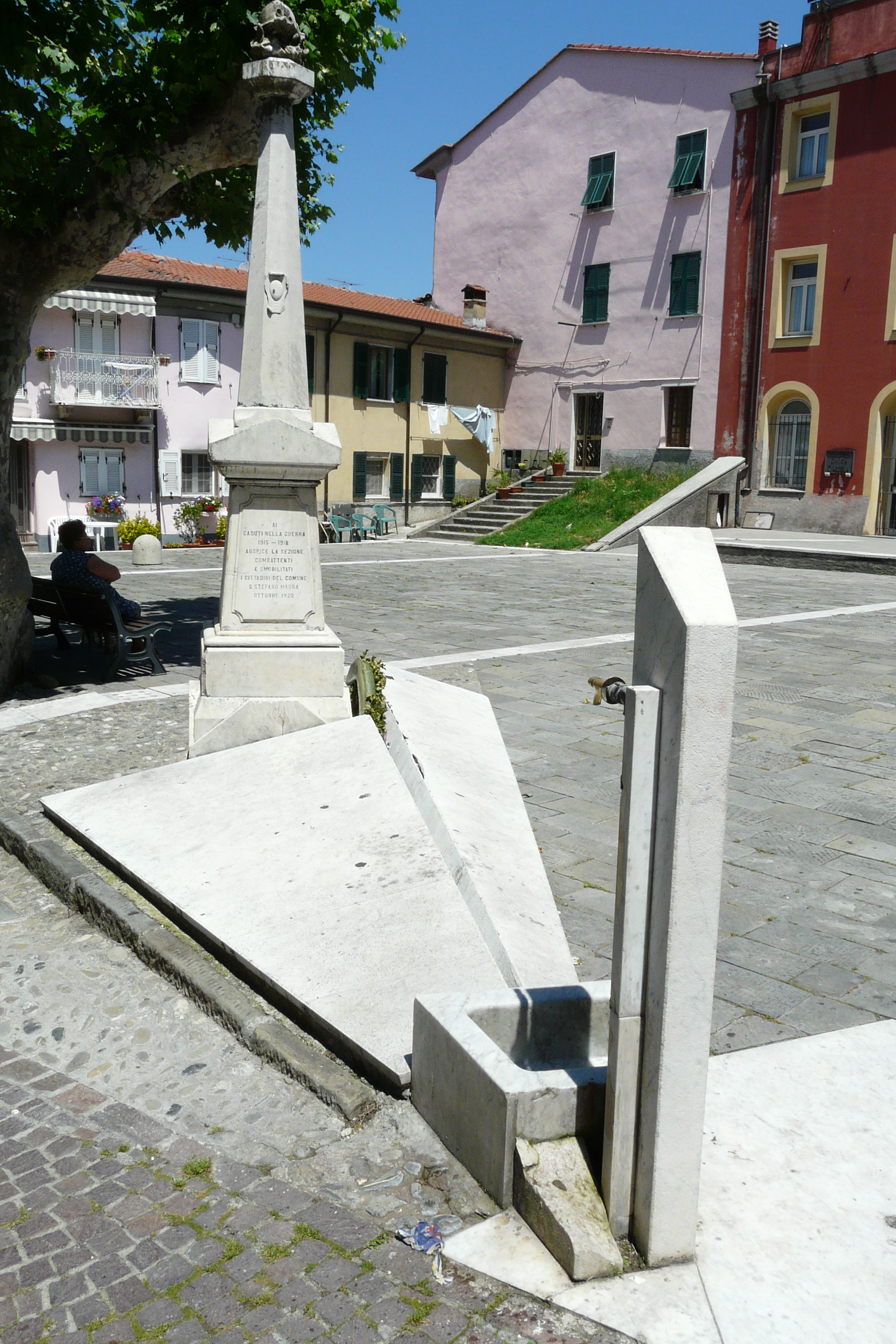
Monumento ai caduti

### Evoluzione demografica
Abitanti censiti

### Etnie e minoranze straniere
Secondo i dati Istat al 31 dicembre 2019, i cittadini stranieri residenti a Santo Stefano di Magra sono 826, così suddivisi per nazionalità, elencando per le presenze più significative:
1. Romania, 287
2. Marocco, 102
3. Albania, 62
4. Costa d'Avorio, 30
5. Ecuador, 30
6. Repubblica Dominicana, 24
7. Mali, 23
8. Nigeria, 20

### Lingue e dialetti

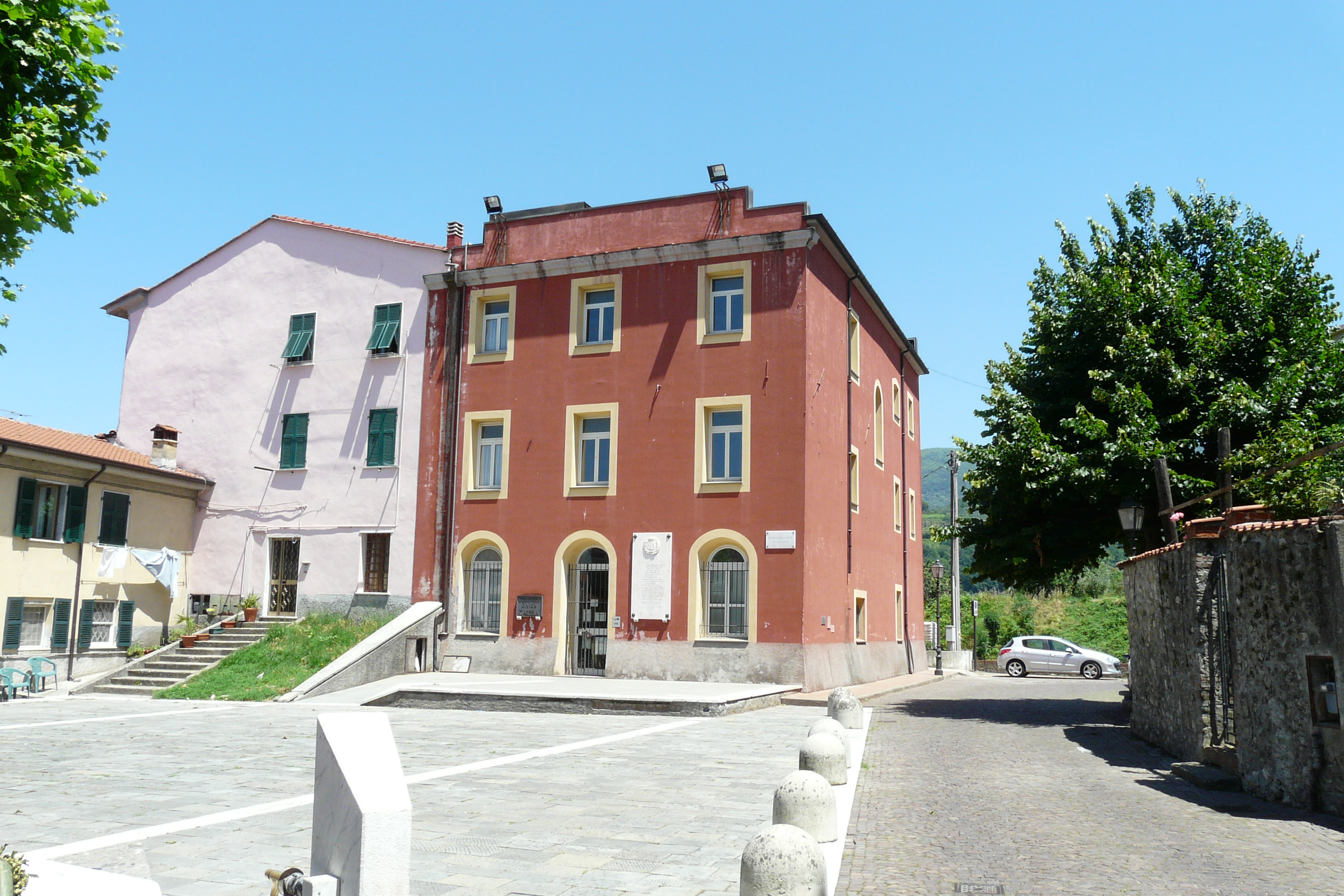
La biblioteca comunale

Contrariamente a quanto si pensa e pur trovandosi in provincia della Spezia, il dialetto di Santo Stefano di Magra non va annoverato tra le sottovarietà liguri dello spezzino, ma è considerato a tutti gli effetti un dialetto lunigianese, o per meglio dire "basso lunigianese", che fa apice al dialetto di Sarzana; da qui mano a mano che ci si sposta verso Carrara (Castelnuovo Magra, Ortonovo, Casano, Nicola, etc.) e la costa (Marinella, Luni Mare, Fiumaretta, etc.), le parlate tendono a mescolarsi con il dialetto Carrarino, perdendo così la tipicità dell'accento lunigianese per assumere quella Cacuminale, tipica del dialetto di Carrara e in minor parte a quello di Massa. Il fiume Magra dalla confluenza con il fiume Vara alla foce, lo si può considerare come uno spartiacque dialettale, difatti nei comuni di Follo, Vezzano Ligure, Arcola, ecc. che pure si affacciano sulla bassa val di Magra e che sono in territorio lunigianese a tutti gli effetti, risentono molto nei loro dialetti dell'apporto del ligure spezzino.
Santo Stefano si trova sulla riva sinistra del fiume Magra; il suo dialetto tipico lunigianese ha i caratteri di quello di quasi tutta la vallata, (eccezion fatta per l'alta Lunigiana, dove l'emiliano prende nettamente il sopravvento) che ha fuso elementi emiliani con elementi liguri e toscani, quest'ultimo, come spiega il prof. Masetti ha inciso in minima parte e solamente nel lessico, dando origine così ad una parlata che da Sarzana ad Aulla, Fivizzano, Villafranca in Lunigiana etc, pur con parole differenti e con sfumature differenti è abbastanza omogenea.
Le caratteristiche principali del dialetto sanotostefanese sono principalmente: la contrazione delle vocali protoniche “e” ed “i” nella mutola (v'dere=vedere), l'aggiunta di una “a” in luogo dei prefissi “ra” e “ri” (arcuntare=raccontare), la trasformazione in molte parole della "o" in "u" (arcuntare=raccontare, cursaletu=corsetto, turdei=ravioli, murelu=moretto,d'ventu=diventano, Sa steu=Santo Stefano), la trasformazione del prefisso "ch" in "c" (cesa=chiesa, gera me pa=era mio padre), la totale scomparsa delle doppie e l'enfatizzazione della consonante "S".
Conclude il Prof. Masetti che, se si considerano soprattutto gli aspetti fonetici, il dialetto santostefanese si collega all'area dialettale emiliana. Tale conclusione non esclude tuttavia l'importanza delle influenze sia ligure che toscana.

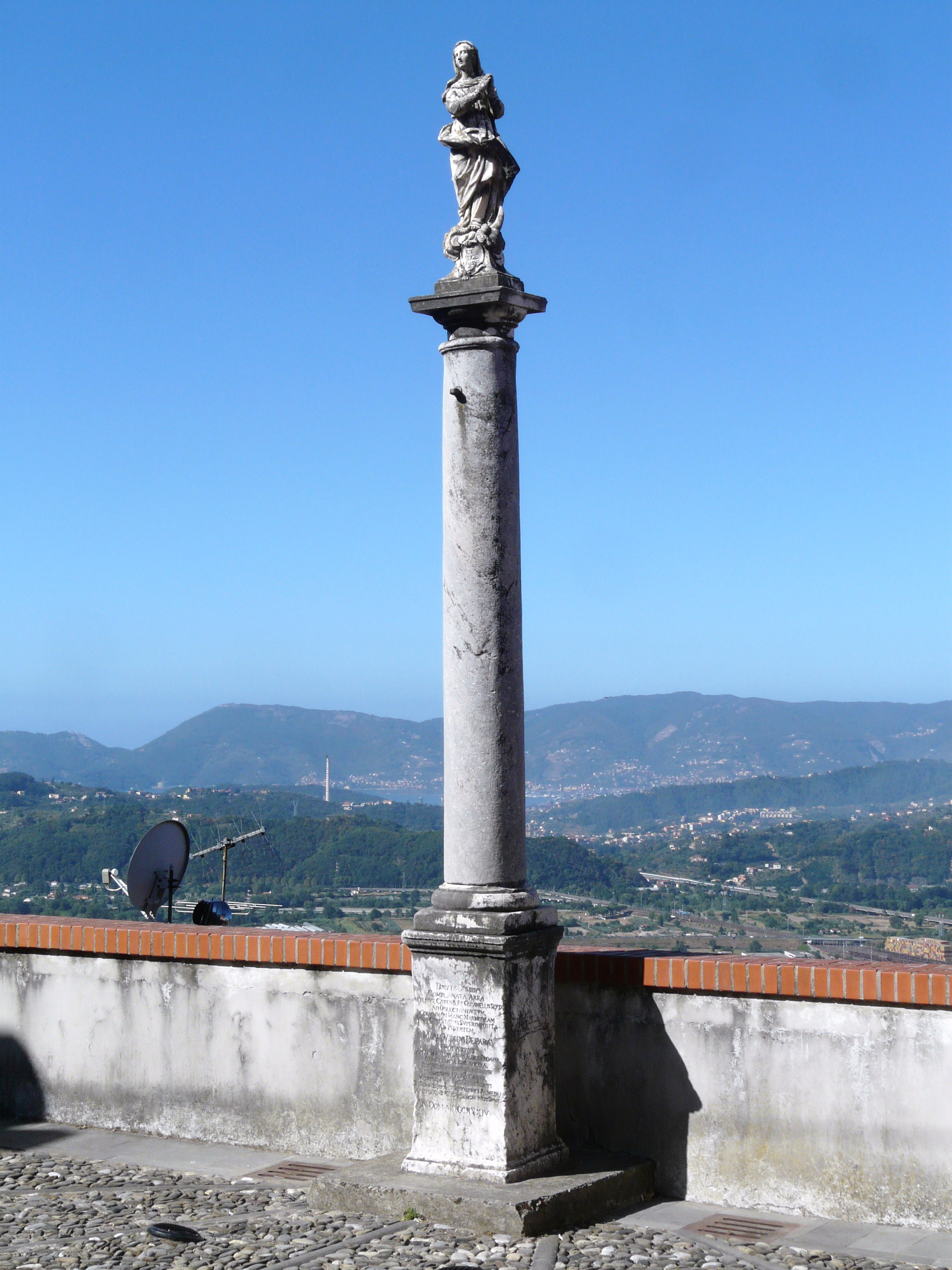
La colonna dell'Immacolata
belvedere di Ponzano Superiore

Oggi, specie nelle giovani generazioni il dialetto non è quasi più parlato, tuttavia si può assistere ad una, "Spezzinazione" di molte parole dialettali che spesso vengono inserite in un discorso prevalentemente italiano, questo perché naturalmente negli ultimi 20-30 anni i contatti con la vicina città della Spezia si sono fatti molto più importanti che un tempo, si pensi alle scuole al lavoro, ecc. Così il "Cost'vo" si trasforma in "Coste vè", "Andan" in "Andemo", "A se v'dan" in "se vedemo" etc..!

## Cultura

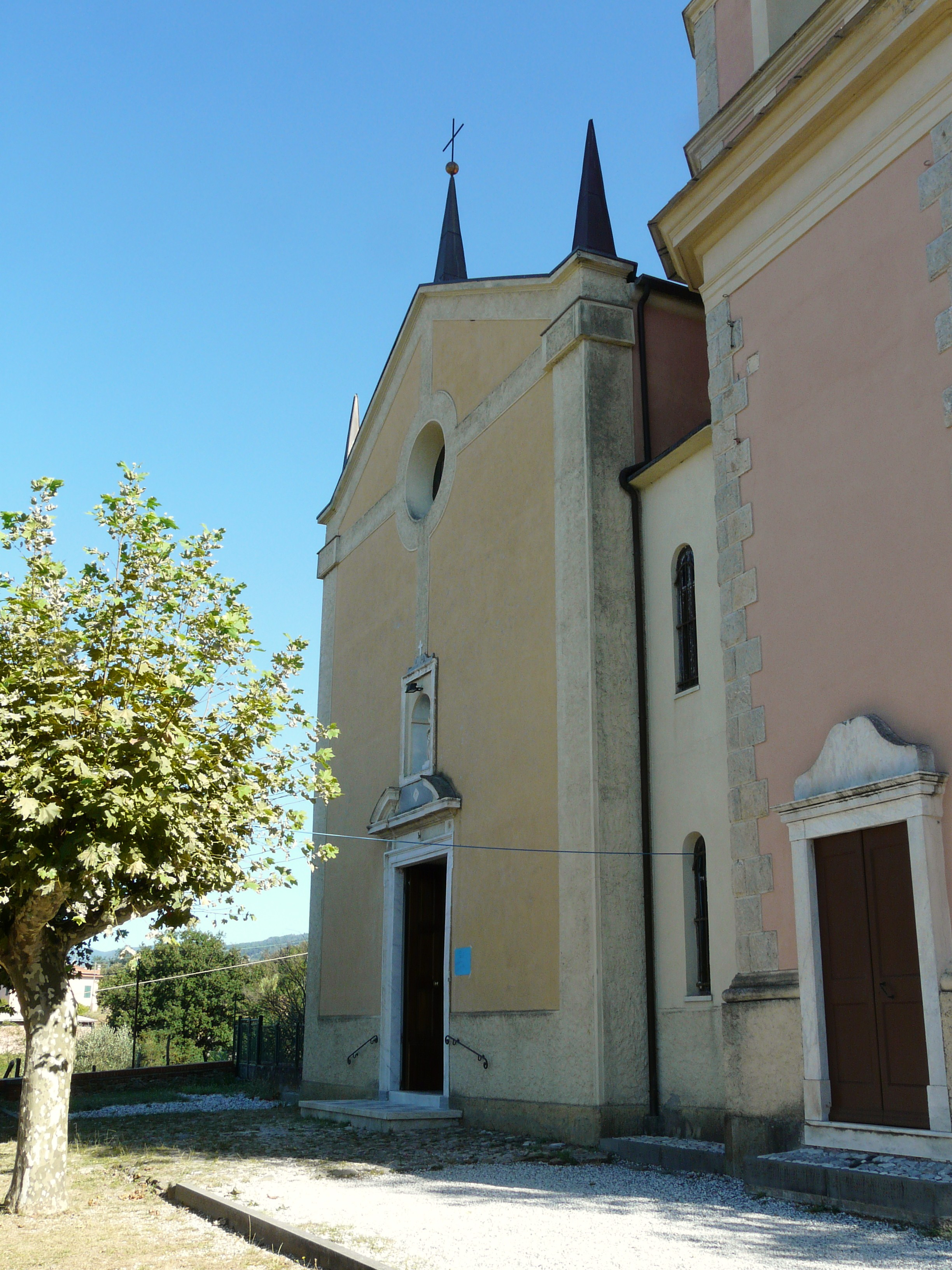
Il santuario delle Grazie a Ponzano Magra

### Musica
- Coro San Leonardo, fondato nel 1985[19] e attivo nel genere musicale polifonico sacro e gospel, oltre alle normali attività di animazione musicale nella parrocchia di Santo Stefano di Magra. Il Coro si è distinto a livello nazione e non solo, partecipando a rassegne in Italia e all'estero. Da molti anni collabora con il musicista statunitense Nehemiah Hunter Brown (con cui ha incisto due CD) e ha avuto il piacere di collaborare con artisti come Detto Mariano.
- Corale San Bartolomeo, fondata nel 1976[20], anima le attività dell'omonima parrocchia a Ponzano Madonnetta. Negli anni il vasto repertorio della corale si è arricchito con brani gospel e spiritual. Oltre alle attività liturgiche e concertistiche la corale ha messo in scena diversi spettacoli musicali tra i quali spiccano Aggiungi un posto a tavola, Forza venite gente, Jesus Christ Superstar, Sister Act 1&2, The musical show e Disney dreams rappresentati nei teatri delle province della Spezia e di Massa-Carrara.

### Eventi
- Premio nazionale di poesia "Cesare Orsini": la terza domenica di settembre a Ponzano Superiore.

## Geografia antropica

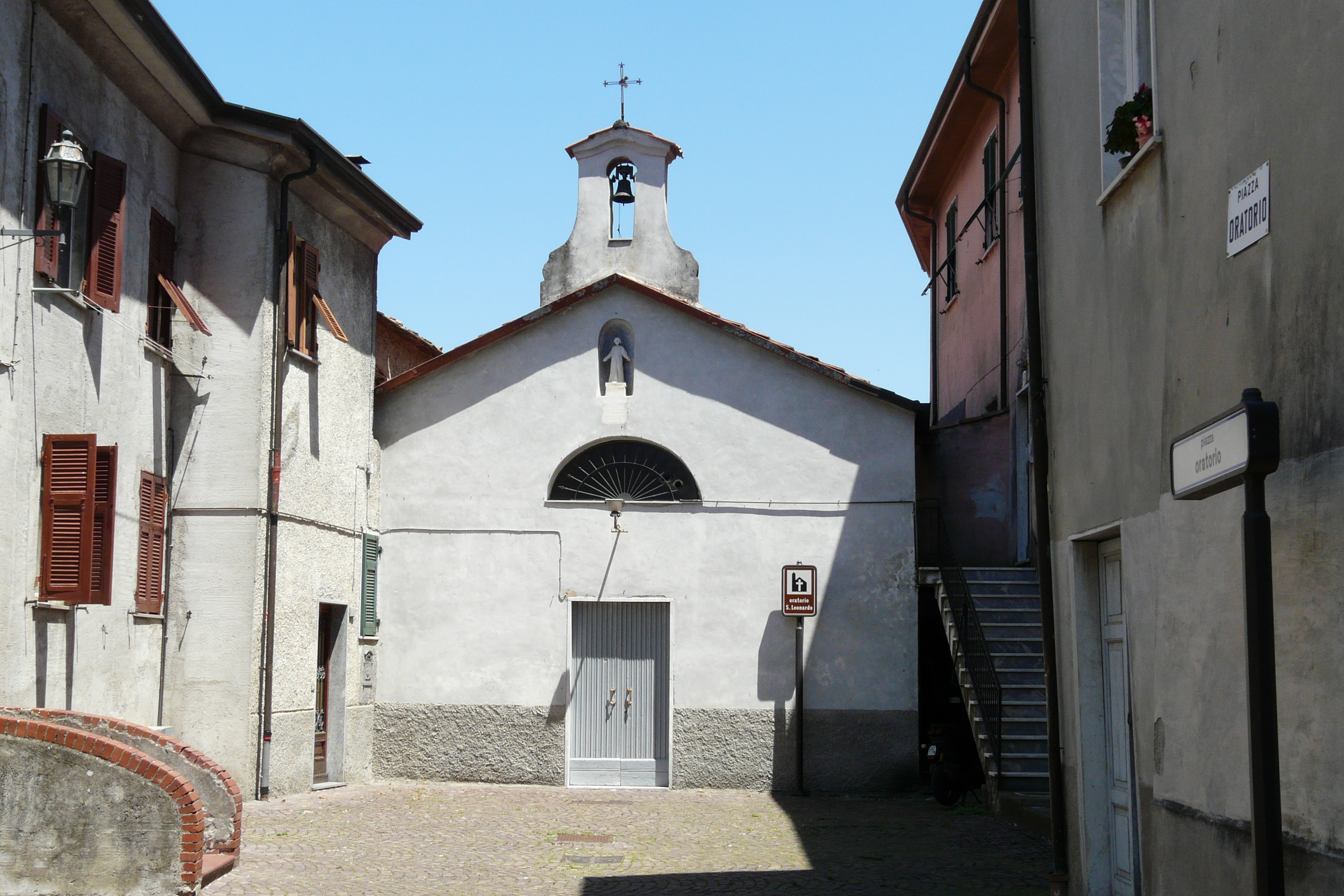
L'oratorio di San Leonardo a Santo Stefano di Magra

Fanno parte del territorio le tre frazioni di Ponzano Belaso (o Ponzano Ceramica), Ponzano Magra (o Ponzano Madonnetta) e Ponzano Superiore (o Ponzano al Monte) per un totale di 13,85 km2.
Confina a nord con i comuni di Bolano e Aulla (MS), a sud con Vezzano Ligure e Sarzana, ad ovest con Vezzano Ligure e ad est con Sarzana.

### Il Canale Irriguo Lunense
Opera infrastrutturale legata all'irrigazione degli ambiti agricola della vallata del Magra, realizzata tra gli ultimi decenni del XIX secolo e i primi due decenni del successivo. Posizionato nella fascia pedecollinare della sponda sinistra del fiume Magra (da cui deriva le acque per la funzione irrigua) è elemento paesaggistico significativo e fortemente connesso con le urbanizzazioni della vallata.
Lungo i suoi argini si sono sviluppati - spontaneamente - diversi percorsi pedonali che legano le diverse parti del costruito. Pregevoli risultano essere le numerose opere architettoniche presenti lungo il tracciato (ponti, vasche di presa, sifoni). Nel territorio di Santo Stefano Magra, il canale Lunense, subito a valle dell'opera di presa (in territorio toscano) conduce l'acqua sino al comune di Sarzana.

### La Ceramica Vaccari

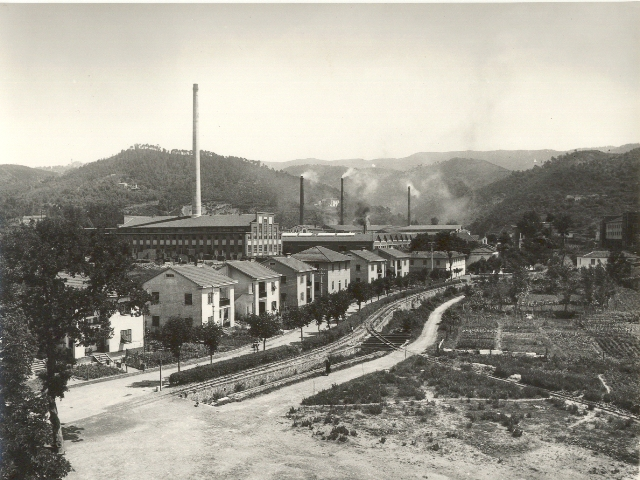
Impianti della Ceramica Vaccari
in una foto d'epoca

La frazione di Ponzano Belaso, comunemente chiamata Vaccari, è sostanzialmente legata - a partire dal nome - all'insediamento, avvenuto sul finire del XIX secolo, dello stabilimento per la lavorazione dei laterizi, dapprima denominato Ceramica Ellena e successivamente Ceramica Vaccari dal nome della famiglia genovese che rilevò l'attività.
Lo stabilimento, che al suo interno conserva capannoni di inizio Novecento di oggettivo pregio di archeologia industriale, ebbe nel periodo post-bellico uno sviluppo particolarmente intenso, tanto da rendere necessaria la realizzazione di interi quartieri e strutture funzionali a dare risposte alle esigenze derivate dal potente fenomeno immigratorio che lo sviluppo della Fornace aveva determinato.
Di quell'edilizia si mantiene chiara memoria, potendo ancora oggi osservare le case degli operai in località Corea, le case degli impiegati, quelle dei dirigenti, la chiesa, l'edificio della mensa aziendale, la sede delle poste, le stesse strutture realizzate presso la locale stazione ferroviaria. Oggi quell'edilizia, di eccellente qualità, si è in grande misura mantenuta, pur inserita in un tessuto residenziale che nei decenni successivi è sensibilmente cresciuto.
Dopo un decennio di fermo produzione, la fabbrica è stata ufficialmente dismessa nel 2006. Cinque complessi nell'area di circa 13.000 metri quadri sono stati rilevati dal Comune di Santo Stefano di Magra, dopo la parziale bonifica e decontaminazione dei terreni, nel 2016 fu per quattro volte oggetto di bando pubblico per una concessione a titolo gratuito, rimasto senza partecipanti.
Furono prodotte dalla Ceramica Vaccari le tessere del celebre mosaico futurista del palazzo delle Poste alla Spezia (1933).
La ex Vaccari ospita concerti nei mesi estivi, ed è inserita in un circuito nazionale che organizza iniziative artistiche e culturali.

## Economia

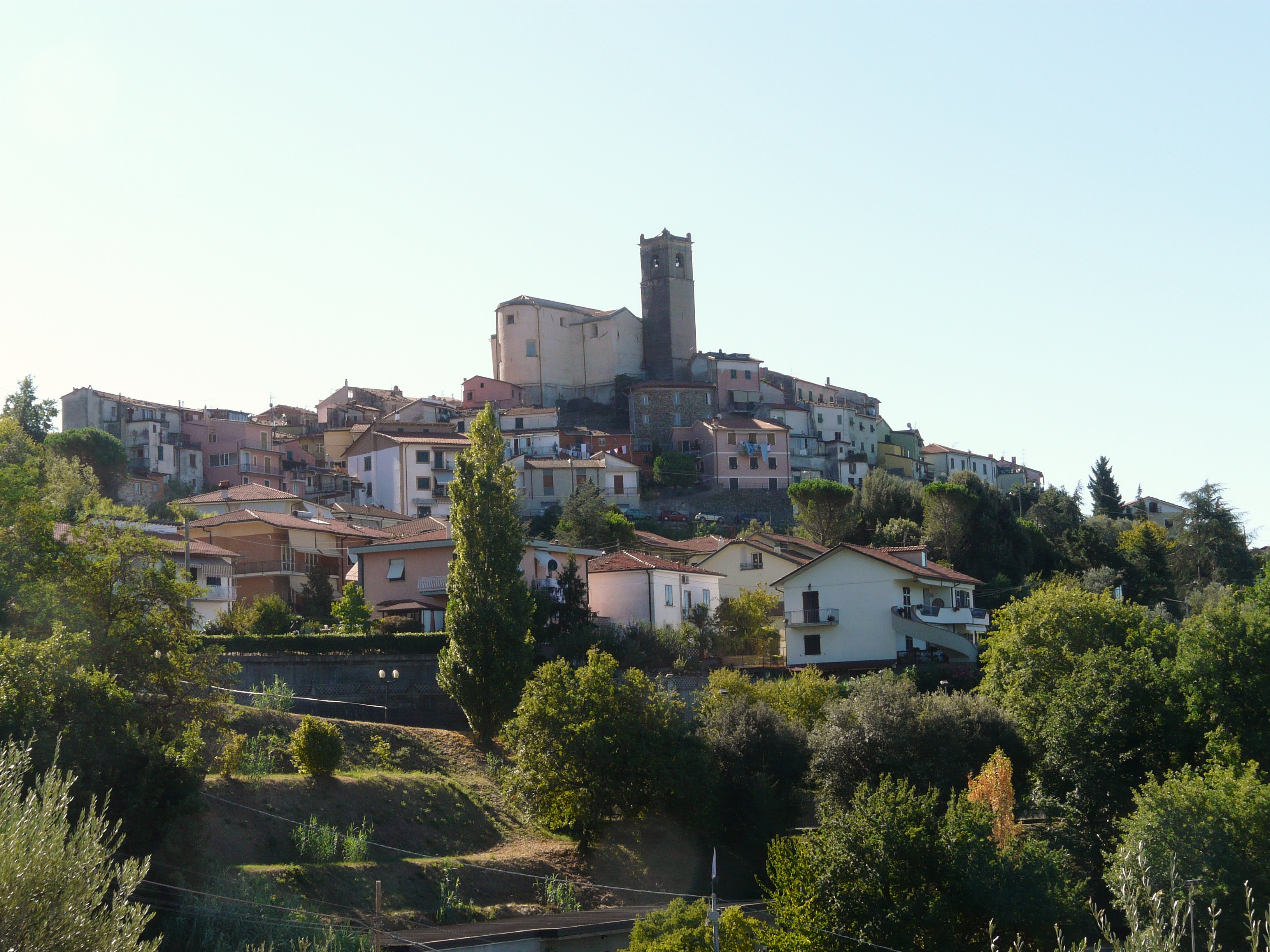
Panorama di Ponzano Superiore

L'economia santostefanese si basa sia sull'agricoltura, la piana del Magra è sede di coltivazioni come la viticoltura, l'olivicoltura e la produzione di ortaggi, sia di alcune aziende che operano nel settore dell'edilizia prefabbricata, delle metalmeccanica e della logistica.
In quest'ultimo settore, Santo Stefano di Magra è sede dell'area retro portuale di scambio container.

## Infrastrutture e trasporti

### Strade
Il centro di Santo Stefano di Magra è attraversato principalmente dalla strada statale 62 della Cisa che gli permette il collegamento stradale con Aulla, a nord, e Sarzana a sud.
È raggiungibile direttamente tramite autostrada grazie al casello autostradale di La Spezia-Santo Stefano Magra sulle autostrade A12 e A15; un raccordo autostradale gratuito collega il paese con il capoluogo provinciale.

### Ferrovie
Mezzo di trasporto alternativo è il treno, grazie alla presenza della stazione ferroviaria sulla linea Parma-La Spezia, detta "Pontremolese" dal nome di uno dei principali centri abitati che attraversa.

### Mobilità urbana
Un servizio di trasporto pubblico locale gestito dall'ATC garantisce quotidiani collegamenti bus con le altre località della provincia.

## Amministrazione
| Periodo          | Periodo          | Primo cittadino        | Partito                                                     | Carica         | Note   |
| ---------------- | ---------------- | ---------------------- | ----------------------------------------------------------- | -------------- | ------ |
| 8 novembre 1985  | 24 luglio 1990   | Sandro Amorfini        | Partito Comunista Italiano                                  | Sindaco        |        |
| 20 agosto 1990   | 27 luglio 1993   | Sandro Amorfini        | Partito Democratico della Sinistra                          | Sindaco        | [ 28 ] |
| 14 agosto 1993   | 22 novembre 1993 | Maria Gabriella Folino |                                                             | Comm. straord. | [ 29 ] |
| 22 novembre 1993 | 17 novembre 1997 | Sandro Amorfini        | Partito Democratico della Sinistra                          | Sindaco        |        |
| 17 novembre 1997 | 28 maggio 2002   | Minella Mosca          | lista civica di centro-sinistra                             | Sindaco        |        |
| 28 maggio 2002   | 3 giugno 2005    | Minella Mosca          | lista civica di centro-sinistra                             | Sindaco        | [ 30 ] |
| 3 giugno 2005    | 30 maggio 2006   | Walter Bertoloni       | lista civica di centro-sinistra                             | Vicesindaco    |        |
| 30 maggio 2006   | 17 maggio 2011   | Juri Mazzanti          | Partito Democratico                                         | Sindaco        |        |
| 17 maggio 2011   | 7 giugno 2016    | Juri Mazzanti          | Juri Mazzanti sindaco (lista civica di centro-sinistra)     | Sindaco        |        |
| 11 giugno 2016   | 4 ottobre 2021   | Paola Sisti            | Santo Stefano democratica (lista civica di centro-sinistra) | Sindaco        |        |
| 4 ottobre 2021   | in carica        | Paola Sisti            | Santo Stefano bene comune (lista civica di centro-sinistra) | Sindaco        |        |

## Sport
A Santo Stefano di Magra è presente la squadra di calcio A.S.D. Magra Azzurri, che milita nel campionato di Promozione.
Vi è inoltre per la pallavolo, il Valdimagra Volley Project, società che milita in B1 nel settore femminile, e in serie B2 nel settore maschile; ne fanno parte molte società: GS Lunigiana Aulla, Volley Santo Stefano, Volley Arcola, ABC Volley SP.